# Johana Esterházyová z Galanty
Hraběnka Johana Esterházyová z Galanty, roz hraběnka Batthyányová (německy Johanna Gräfin von Esterházy de Galántha, geb. Gräfin Batthyány, 5. září 1798, Prešpurk – 8. června 1880, Vídeň) byla uherská šlechtična z rodu Batthyányů, provdaná hraběnka Esterházyová, harfenistka a mecenáška umění.

## Život
Narodila se 5. září 1798 v Prešpurku jako dcera Jana Batthyányho.
Vzdělání získala především od anglického harfového virtuosa a skladatele Eliase Parish-Alvarse, který žil od roku 1836 ve Vídni a v roce 1847 zde byl jmenován císařským komorním virtuosem. Stala se také jeho nejvýznamnější podporovatelkou, za což jí z vděčnosti věnoval 27 svých skladeb.
Do širokého povědomí se dostala díky Fryderyku Chopinovi, který jí věnoval své Impromptu č. 3 Ges dur, op. 51, napsané na podzim roku 1842. Autograf skladby je nadepsaný: „dedié à Madame la Comtesse Esterházy née Comtesse Batthyany“. Originál je uložen v Knihovně Kongresu ve Washingtonu. Poprvé bylo publikováno 9. července 1843 v Revue et Gazette musicale de Paris, kterou vydal Maurice Schlesinger. Při tisku byly nedopatřením prohozeny strany 3 a 5, na což si Chopin stěžoval v dopise Schlesingerovi.
V roce 1852 získala dnešní Villa Schopp v Hietzingu, kde žila až do své smrti. Dům byl později výrazně přestavěn.
V letech 1852 až 1881 byl v jejích službách skladatel a harfista Johann Dubez. Na titulní straně svých Deux Chansons sans paroles op. 33 se nazýval „Harpiste de la Countess Jeanne Esterházy“.

## Rodina
Byla provdána za hraběte Aloise Esterházyho z Galanty (1780–1868). Manželství zůstalo bezdětné.